# Bannay (Cher)
Bannay település Franciaországban, Cher megyében. Lakosainak száma 841 fő (2022. január 1.). Bannay Boulleret, Sainte-Gemme-en-Sancerrois, Saint-Satur, Sury-en-Vaux, Cosne-Cours-sur-Loire és Tracy-sur-Loire községekkel határos.

## Népesség
A település népességének változása:
| Lakosok száma | 673  | 785  | 771  | 752  | 773  | 910  | 907  | 882  | 848  | 841  |
|               | 1968 | 1982 | 1999 | 2006 | 2011 | 2015 | 2017 | 2018 | 2020 | 2022 |